# Pandag
Pandag là một đô thị ở tỉnh Maguindanao, Philippines.
Đô thị này được lập từ 8 barangay của Buluan, Maguindanao, theo Đạo luật tự trị Mindanao Hồi giáo số 203, và được phê chuẩn thông qua cuộc trưng cầu ngày 30/12/2006.

## Phân chia hành chính
| Barangay        | Dân số (2000) |
| --------------- | ------------- |
| Kabuling        | 1,341         |
| Kayaga          | 1,306         |
| Kayupo (Cuyapo) | 1,718         |
| Lepak           | 1,042         |
| Lower Dilag     | 874           |
| Malangit        | 1.901         |
| Pandag          | 860           |
| Upper Dilag     | 1.222         |